# Marion (Indiana)
Pour les articles homonymes, voir Marion.
Marion est une ville de l'État de l'Indiana, aux États-Unis. Lors du recensement de 2010, elle comptait 29 948 habitants.
Son nom vient de Francis Marion, général lors de la guerre d'indépendance des États-Unis.
James Dean et Jim Davis y sont nés.
C'est dans cette ville qu'eut lieu le lynchage de Thomas Shipp et d'Abram Smith en 1930.

## Personnalités liées à la ville
- Wendell Clark Bennett
- Jolly Blackburn
- Case Broderick
- Chad Curtis
- Jim Davis
- James Dean
- Willis Van Devanter
- Mildred Dilling
- Jim Gallagher
- Samuel Levi Jones (1978- )
- Jeff King
- Kenesaw Mountain Landis
- Mike Melvill
- Keith O'Conner Murphy
- Stretch Murphy
- William N. Oatis
- Joseph Price
- Zach Randolph
- Amber Richards
- Wayne Seybold
- Caleb Blood Smith
- George Washington Steele
- Monte Towe
- Jan Wiley

## Source
- (en) Cet article est partiellement ou en totalité issu de l’article de Wikipédia en anglais intitulé « Marion, Indiana » (voir la liste des auteurs).